# IC 4209
IC 4209 ist eine Balken-Spiralgalaxie vom Hubble-Typ SBbc im Sternbild Jungfrau auf der Ekliptik. Sie ist rund 297 Millionen Lichtjahre von der Milchstraße entfernt und hat einen Durchmesser von etwa 125.000 Lichtjahren.

Im selben Himmelsareal befinden sich u. a. die Galaxien NGC 4981, NGC 4995, IC 4212.
Die Typ-Ia-Supernova SN 2013bc wurde hier beobachtet.
Das Objekt wurde im Juli 1899 von DeLisle Stewart  entdeckt.